# 1792 год в науке
В 1792 году были различные научные и технологические события, некоторые из которых представлены ниже.

## События
- 25 апреля — во Франции впервые была применена гильотина.
- Уильям Мёрдок осуществил сухой перегон каменного угля, получив светильный газ.
- Изобретена лампа на светильном газе[1].
- В Кито появилась иезуитская библиотека Колледжа Максимо де Сан-Игнасио де Лойола, будущая Национальная библиотека Эквадора.

## Родились
- 28 февраля — Карл Максимович Бэр, русский естествоиспытатель, основатель эмбриологии (умер в 1876).
- 21 мая — Гюстав Гаспар Кориолис, французский математик (умер в 1843).
- 1 декабря — Николай Иванович Лобачевский, русский математик (умер в 1856).

## Скончались
- 3 марта — Роберт Адам, английский архитектор (родился в 1728).
- 28 октября — Пауль Мёринг — немецкий врач, ботаник, орнитолог.(родился в 1710)
- 18 ноября — Михаил Леонтьевич Фалеев, русский инженер, статский советник, поставщик армии Григория Потёмкина.(родился в 1730)